# Kobe Doin' Work
Kobe Doin' Work es una película documental de 2009 dirigida por Spike Lee, centrada en un día de la vida del baloncestista profesional Kobe Bryant antes, durante e inmediatamente después de un partido de la temporada 2007-08 de Los Angeles Lakers contra San Antonio Spurs. Jason Kempin de The Hollywoord Reporter lo describió como un documental que «lleva a los espectadores a la cancha junto a Bryant durante aproximadamente sesenta de sus ochenta y tres minutos, gracias a las treinta cámaras que captan cada uno de sus driblajes, pases y clavados, mientras un micrófono corporal inalámbrico registra su juego verbal».

## Sinopsis
Kobe Doin' Work explora durante 83 minutos un día de trabajo de Kobe Bryant, su mentalidad de juego y la franqueza que lo convirtió en un gran competidor. Lee utiliza múltiples cámaras, el sonido de la transmisión del juego, el Staples Center, un micrófono usado por el propio Kobe y una narración de seguimiento para ilustrar cada detalle de la actuación, la estrategia y los pensamientos internos de Kobe.